# ミラン・ニコリッチ (音楽家)
ミラン・ニコリッチ（セルビア語:Милан Николић / Milan Nikolić、1979年7月2日 - ）は、セルビアのアコーディオン演奏家。ユーゴスラビア連邦のセルビア社会主義共和国（現・セルビア共和国）、ヤゴディナ出身。ロシアのモスクワで行われるユーロビジョン・ソング・コンテストの2009年大会でセルビア代表として、マルコ・コンと共に楽曲「Cipela」を披露する。

## 来歴
パリで幼少時代を過ごし、そこで音楽を学び始める。パンチェヴォの中等音楽学校でアコーディオンを学んで卒業し、2004年にフランスのパリ国立高等音楽・舞踊学校を卒業した。
アコーディオニストとして、多くのコンサートに参加し、また多くのセルビアのアーティストと共演している。ユーロビジョン大会で披露する楽曲「Cipera」を共同で製作したマルコ・コン、アレクサンダル・コバツ（Александар Кобац / Aleksandar Kobac）とは、大会の2年ほど前から共に活動している。